# Ljusvattentjärnen (Sorsele socken, Lappland)
Ljusvattentjärnen är en sjö i Sorsele kommun i Lappland och ingår i Umeälvens huvudavrinningsområde. Sjön har en area på 0,0858 kvadratkilometer och ligger 342,1 meter över havet.

## Delavrinningsområde
Ljusvattentjärnen ingår i det delavrinningsområde (722712-159367) som SMHI kallar för Förgrening. Medelhöjden är 348 meter över havet och ytan är 17,7 kvadratkilometer. Räknas de 100 avrinningsområdena uppströms in blir den ackumulerade arean 1 981,06 kvadratkilometer. Juktån som avvattnar avrinningsområdet har biflödesordning 2, vilket innebär att vattnet flödar genom totalt 2 vattendrag innan det når havet efter 240 kilometer. Avrinningsområdet består mestadels av skog (57 procent) och sankmarker (37 procent). Avrinningsområdet har 0,9 kvadratkilometer vattenytor vilket ger det en sjöprocent på 5,1 procent.